# Aggradatie

Aggradatie

Aggradatie binnen de sedimentologie wil zeggen dat een sedimentair gesteente noch bekkenwaarts noch landwaarts uitbouwt of inkrimpt, maar subverticaal opbouwt. Dit vindt plaats wanneer de sedimentaanvoer ongeveer gelijk is aan de zeespiegelstijging. Dit is in tegenstelling tot de processen progradatie en retrogradatie, waarbij de sedimentaanvoer groter respectievelijk kleiner dan de zeespiegelstijging is.
Het begrijpen en onderzoeken van de processen aggradatie, progradatie en retrogradatie is een wezenlijk onderdeel van de studie van de sequentie stratigrafie zoals die door de Amerikaanse geoloog Peter Vail is ontwikkeld.
Een goed voorbeeld van aggradatie is de vorming van een koraalrif; de opbouw van het koraal houdt gelijke tred met de zeespiegelstijging. Voorwaarde hierbij is dat er geen hiaten, die veroorzaakt worden doordat de zeespiegel fluctueert, optreden.